# Heartbreaks and Earthquakes
Heartbreaks and Earthquakes es el primer mixtape de la cantante británica Charli XCX, publicado el 12 de junio de 2012 independientemente. Fue lanzado en línea de forma gratuita en YouTube, SoundCloud y en su sitio web para descargar.

## Antecedentes
Heartbreaks and Earthquakes es una colección de pistas originales de Charli XCX y covers, además de incluir su voz sobre canciones de artistas como Drake. El mixtape contiene varias canciones que más tarde estarían en el álbum debut de Charli, True Romance, como “So Far Away”, “Grins”, “You’re the One” y “Lock You Up”. Según Charli, la creación del mixtape tomó una semana.
El mixtape estuvo disponible para descarga gratuita en el sitio web de Charli tras su lanzamiento, y también se publicó en su canal de SoundCloud y YouTube. Se publicó en estas plataformas como una sola pista continua para mejorar la experiencia que intentaba transmitir, ya que la lista de canciones cuenta una historia y está dividida en secciones, cada una introducida por un sample de un clip de película.

## Producción y Estilo
El mixtape fue producido en colaboración con varios productores. La producción del mixtape refleja la capacidad de Charli XCX para trabajar con diversos sonidos y técnicas de producción. El estilo de Heartbreaks and Earthquakes se caracteriza por un synthpop, con influencias de la música underground. Este trabajo refleja su versatilidad como artista emergente y su disposición para experimentar con nuevas formas musicales.
El mixtape tiene una temática cinematográfica, con samples de películas clásicas de alta intensidad para anunciar cada sección de canciones. Está dividido en cuatro secciones, utilizando fragmentos de Beyond the Black Rainbow, The Craft, Kill Bill, Cruel Intentions y American Beauty. En una entrevista para MTV, Charli declaró que cree que el mixtape trata sobre la venganza contra un amante que la lastimó.

## Lista de canciones
| N.º   | Título                                | Escritor(es)                                       | Productor(es)    | Duración |  |
| 1.    | «Champagne Coast»                     | Blood Orange                                       | Blood Orange     | 3:19     |  |
| 2.    | «How Can I»                           | Charlotte Aitchison Justin Raisen Ariel Rechtshaid | Ariel Rechtshaid | 1:10     |  |
| 3.    | «Grins»                               | Charlotte Aitchison                                | BloodPop         | 3:50     |  |
| 4.    | «So Far Away»                         | Charlotte Aitchison                                | Paul White       | 3:19     |  |
| 5.    | «Dreams Money Can Buy»                | Charlotte Aitchison                                | Jai Paul         | 3:15     |  |
| 6.    | «Lock You Up»                         | Charlotte Aitchison Ariel Rechtshaid               | Ariel Rechtshaid | 2:18     |  |
| 7.    | «Spoons»                              | Charlotte Aitchison Rudimental                     | Rudimental       | 2:18     |  |
| 8.    | «You're the One (The Internet Remix)» | Charlotte Aitchison Mike G Patrik Berger           | Patrik Berger    | 1:22     |  |
| 20:51 |                                       |                                                    |                  |          |  |

Notas
- "You're the One (The Internet Remix)" es una remezcla de una canción original de Charli XCX y muestra su habilidad para colaborar con otros artistas y productores.
- El mixtape también incluye temas que luego serían reelaborados o influenciarían su trabajo en futuros proyectos.

## Recepción
El mixtape recibió críticas positivas de la prensa musical. Los críticos elogiaron la habilidad de Charli XCX para crear un sonido distintivo y fresco, destacando su talento para la composición y la producción. Heartbreaks and Earthquakes ayudó a establecer su carrera, preparándola para lanzamientos futuros y consolidando su posición en la industria musical.
Fue recibido con críticas universalmente positivas tanto por los críticos como por el público, con una puntuación de 75 en el sitio de reseñas Album Of The Year.

### Críticas
Album of the Year elogió la producción y la dirección artística del mixtape, comentando que "Heartbreaks and Earthquakes es todo lo que el pop aspira a ser: cautivador, original y, en última instancia, irresistible. Es juvenil sin llegar a ser inmaduro, autorreflexivo sin volverse desesperanzado, y seductor sin ser vulgar."

## Impacto y Legado
Aunque Heartbreaks and Earthquakes no fue un lanzamiento comercial, su impacto en la carrera de Charli XCX fue significativo. Este mixtape demostró su capacidad para experimentar con diferentes estilos y colaborar con otros artistas, lo que le permitió ganar una mayor visibilidad y reconocimiento en la industria musical. Además, el éxito de este mixtape allanó el camino para su siguiente proyecto, Super Ultra, y finalmente para su álbum debut, True Romance en 2013.